# Сан (музичка група)
Сан је био југословенски и српски рок бенд из Београда. Бенд је формиран 1971. а престао да постоји 1975. године.

## Историјат
Бенд је формиран 1971. године од стране клавијатуристе и композитора Александра Сање Илића. Бенд је окупио бивше чланове бендова Смели, Самоникли, Беле вишње и бенда Враголани, односно Илића (клавијатуре), Предрага Јовичића (вокал), Александра Славиковића (гитара), Драгослава Јовановића (бас гитара) и Бранислава Грујућа (бубњеви).
Године 1971. бенд је објавио свој први сингл са седам песама под називом Тебе сам желео/Хелена, који је изашао за ПГП РТБ. Две године касније бенд је издао сингл под називом Папирни бродови/Хеј малена. Године 1974. бенд је издао још три сингла Легенда/Милена, Један за све/Срце на длану и Анабела/Звезда љубави, а на сваком се нашло по седам песама. Са песмом Легенда бенд је освојио другу награду на Омладинском фестивалу у Суботици, 1974. године. Током рада бенда Илић је написао музику за филм ИТД и рок оперу Арханђели и аутомати у Драмском атељеу Дома омладине Врачар (ДАДОВ).
На концерту у центру Чаир у Нишу, певач Предраг Јовичић (1951—1975) је преминуо од последица електричног удара. Бенд се након тога рапустио, а Илић је одлучио да више никада не ради у рок бенду.

## Након распуштања бенда
Након распуштања бенда Сан, Илић је наставио каријеру као композитор.
Године 1975. прогресивни рок бенд Поп машина издао је песму Реквијем за пријатеља посвећену трагично страдалом Јовичићу. Текст песме је написао Љуба Нинковић, тадашњи члан бенда С времена на време.
Године 1977. бивши чланови Сана, заједно са бендом Мај, Здравком Чолићем, Дадом Топићем, Бисером Велетанлић и Златком Пејаковићем снимили су албум Успомене у знак сећања на Јовичића.
Песма Легенда издата је 1994. године на компилацијском албуму Све смо могли ми: Акустичарска музика, на којој су се нашле песме југословенски рок бендова.

## Фестивали
Београдско пролеће:
- Тебе сам желео, '71
- За твоју љубав (са Томиславом Крижманићем), '72
- Папирни бродови, '73

Хит парада:
- Један свет за све, '74

Омладина, Суботица:
- Легенда, друга награда стручног жирија за композицију, '74

Опатија:
- Остани још једну ноћ (са Радојком Шверко), '75

## Дискографија

### Синглови
- "Тебе сам желео" / "Хелена" (1971)
- "Папирни бродови" / "Хеј, малена" (1973)
- "Легенда" / "Милена" (1974)
- "Један свет за све" / "Срце на длану" (1974)
- "Анабела" / "Звезда љубави" (1974)